# Euclidiodes ophiusina
Euclidiodes ophiusina là một loài bướm đêm trong họ Geometridae.